# Ryssebo
Ryssebo är en gård i Eksjö kommun (Ingatorps socken), Jönköpings län.

## Historik
Ryssebo med avhysta hemmanet Berg, består av två mantal frälse-säteri i Ingatorps socken och är belägen vid sjön Byssebo. Det blev säteri 1651 till Gerhard von Schaar, vilken var kommendant på Laholm, men sköts ihjäl år 1652 av sin 17-årige son Gustaf, som därför halshöggs. Ryssebo innehades sedermera av sonen Axel von Schaar, generalmajor och landshövding i Västernorrlands län. Han var en av konung Karl XIs tappraste härförare, blev baron 1699, skrev sig herre till Ryssebo och dog 1702. Efter sonen, Johan, med vilken ätten utslocknade 1723, är ingen ägare känd förr än år 1770, då det ägdes av kapten Henrik Drake, som år 1775 sålde det till kornetten, sedermera ryttmästaren Johan Carl Kjellman, adlad Löwenadler, vilken avyttrade egendomen 1801 till regementsskrivaren Erik Callerström, av vars arvingar den år 1829 inköptes av bergmästaren Christian Magnus August Sjögreen.